# Сборная Чехии по хоккею с мячом
Сборная Чехии по хоккею с мячом представляет Чехию на международных соревнованиях по хоккею с мячом.

## История
Богемия, как бывшая часть Австро-Венгрии, была одним из основателей Международной федерации хоккея на льду. Эта организация в те годы управляла не только хоккеем с шайбой, но и хоккеем с мячом. Сборная Австрии принимала участие в чемпионате Европы 1913 года. Возможно чехи участвовали в составе сборной Австрии, в чемпионате Европы по бенди в 1913 году.

### В международной федерации
Чешская ассоциация бенди была основана в 2013 году и стала членом Международной федерации бенди в 2014 году.
6 января 2014 года сборная Чехии приняла участие в турнире четырех наций в Давосе, посвящённом столетию чемпионате Европы 1913 года. 19 сентября 2015 года чешская сборная приняла участие в турнире по ринк-бенди в Нимбурке.
На чемпионатах мира сборная Чехии до 2016 года не выступала. Дебютировала на чемпионате мира 2016 года в российском Ульяновске. Первый матч (10 февраля) выиграла со счётом 17:0 у сборной Сомали. В своей подгруппе стала четвёртой среди шести команд. После проигрыша в четвертьфинале сборной Венгрии 7:3 играла за 7-9 место. В итоге заняла 7 место в дивизионе Б, опередив сборные Китая и Сомали.
В следующий год команда вновь выступала на чемпионате мира 2017 года в шведском городе Тролльхеттане. Она, как и в прошлый раз, опередила сборные Китая и Сомали и заняли в дивизионе Б восьмое место.
В 2018 году не играла на чемпионате мира, в 2019 году заняла 4-е место в подгруппе и участвовала в матче за 7-е место в дивизионе Б, в котором победила команду Словакии.

## Выступления сборной Чехии на мировых чемпионатах
| Год  | Место                 | Забито | Пропущено |
| ---- | --------------------- | ------ | --------- |
| 2016 | 7 место в дивизионе В | 62     | 31        |
| 2017 | 8 место в дивизионе В | 55     | 24        |
| 2019 | 7 место в дивизионе В | 13     | 18        |
| 2020 | 8 место в дивизионе В | 10     | 18        |
| 2023 | 5 место в дивизионе В | 21     | 25        |